# 하시모토 뇌병증
하시모토 뇌병증(Hashimoto's encephalopathy, 하시모토 뇌병)은 자가면역성 갑상샘염과 관련된 스테로이드 반응성 뇌병증(steroid-responsive encephalopathy associated with autoimmune thyroiditis, SREAT)으로도 알려져 있으며, 뇌병증, 갑상샘 자가면역 및 코르티코스테로이드에 대한 좋은 임상 반응을 특징으로 하는 신경학적 상태이다. 하시모토 갑상샘염과 관련이 있으며, 1966년에 처음 설명되었다. 때때로 신경내분비 장애라고도 하지만, 이 상태와 내분비계의 관계는 널리 논란이 되고 있다.

## 같이 보기
- 하시모토 갑상샘염
- 작은입증
- 새염색체
- 갑상샘염
- 혈관종
- 신경내분비 세포